# Nya Arbetartidningen (1993–2009)
Nya Arbetartidningen (NAT) var en sporadiskt utkommande tidskrift som utgavs i pappersform mellan 1993 och 2009 och därefter levde vidare som nätpublikation. Den var partipolitiskt oberoende men hade en stark kommunistisk prägel. En drivande kraft var Per-Åke Lindblom.
Tidskriftens redaktörer hade tillhört den så kallade 1968-vänstern, med bakgrund i det Albanienvänliga Kommunistiska partiet i Sverige (KPS) och det maoistiska Sveriges kommunistiska arbetarparti (SKA). SKA, ursprungligen känt som SKP(m-l), var en vänsterutbrytning ur Sveriges kommunistiska parti (SKP), tidigare känt som KFML. På tidskriftens hemsida beskrivs NAT som en fortsättning på SKP(m-l):s organ Kommunistiska arbetartidningen.
Bland de ämnen som avhandlades spelade politik och utrikespolitik samt motståndet mot EU en stor roll. Ungefär hälften av det publicerade materialet var författat av utomstående skribenter, ofta översatt från engelska av redaktionen. 
Efter nedläggningen av papperstidskriften fortsatte NAT på nätet. Hemsidan www.nat.nu uppdaterades senast 2014, men fortgår ännu 2020 i form av en blogg.
Det finns inget samband mellan NAT (eller dess efterföljare på nätet) och den nättidning med samma namn som startades 2011. Den senare publikationen fungerar som partiorgan för Arbetarpartiet, en norrländsk utbrytning ur den trotskistiska gruppen Rättvisepartiet socialisterna.